# Mahdi
Mahdī (arab. مهدي) – w islamie mesjasz, zbawiciel.
Według niektórych koncepcji (bliższych sunnizmowi) jedynym mahdim był Jezus – Isa. Częściej jednak sunnici uważają, że mahdi i Isa połączą swoje siły w ostatecznej walce z antychrystem (fałszywym prorokiem) Dadżdżalem. Przyjście mahdiego ma poprzedzać atak wojsk niewiernych na miejscowość Lod w Izraelu. Większość szyitów uważa mahdiego za inną osobę, która ma przyjść na ziemię tuż przed Sądem Ostatecznym, by zbawić/uratować ludzkość przed Szatanem. Część wyznawców islamu łączy obie koncepcje, twierdząc, że Jezus urodzi się ponownie w Damaszku, by pokonać zło. Według zapowiedzi Proroka Mahometa, mahdi pochodzić będzie z jego rodu. Dla szyitów jest to bardzo ważna postać, łączona czasem z osobą ostatniego ukrytego imama, który ma poprzedzać Mahdiego, bądź nim być.
W historii wiele osób ogłaszało się mahdim: ismailiccy kalifowie, Mirza Gulam Ahmad, Mahdi z Sudanu. W roku 1844 mahdim ogłosił się perski kupiec Siyyid Ali Muhammad, znany jako Bab. Jego posłannictwo rozpoczęło nową religię – babizm – i stało się zalążkiem bahaizmu.